# 洱海荷马条鳅
洱海荷马条鳅（学名：Homatula erhaiensis）为為輻鰭魚綱鯉形目條鰍科荷馬條鰍屬的其中一種鱼类。在中国，分布于云南洱海等。该物种的模式产地在云南洱海。體長可達8.7公分。

## 扩展阅读
維基物種上的相關：洱海副鳅